# Орфография русского языка

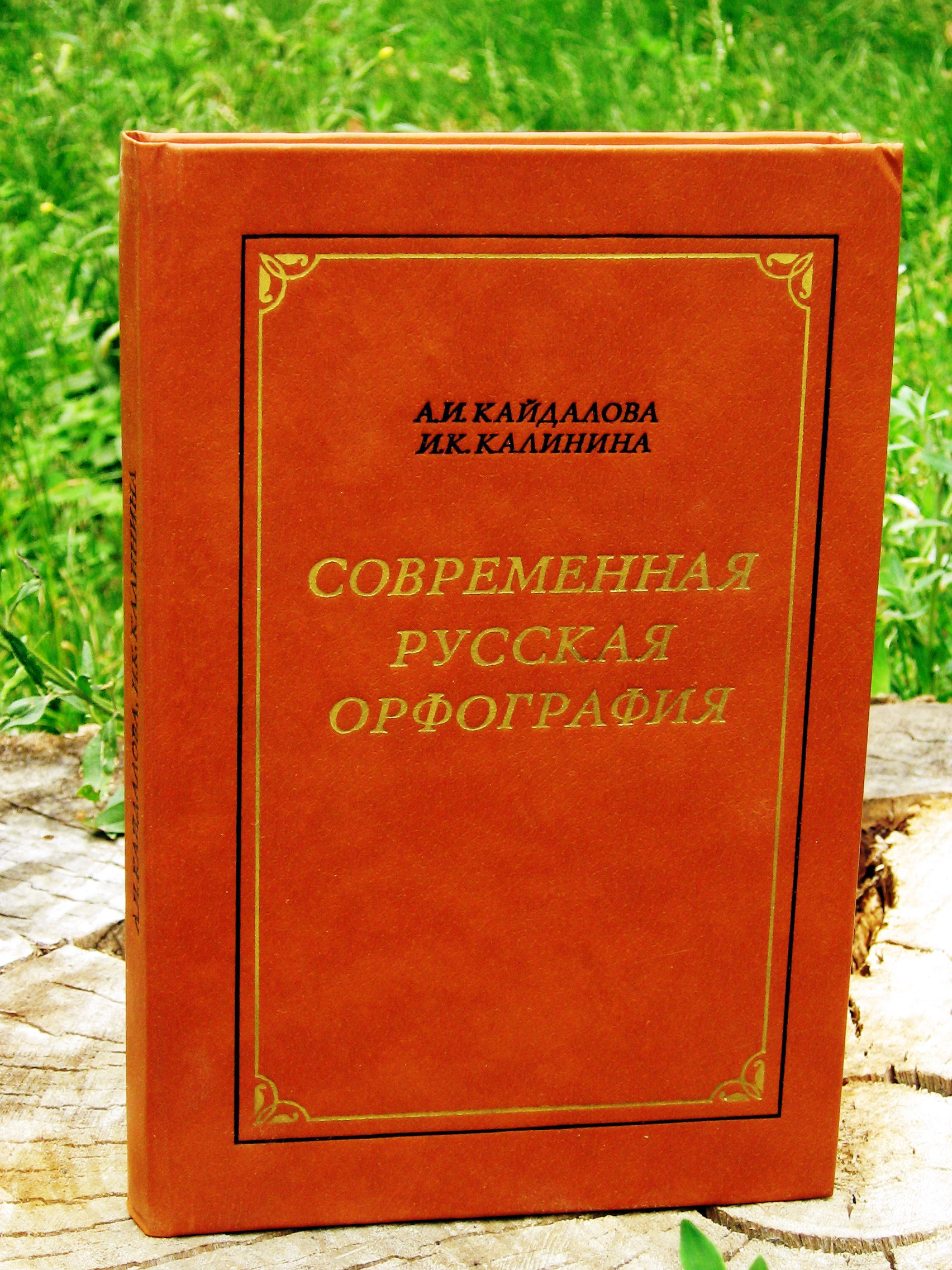
«Современная русская орфография: учебное пособие для вузов»

Орфогра́фия ру́сского языка́ — правописание, система правил, определяющих единообразие способов передачи речи (слов и грамматических форм русского языка) на письме.
Правила русской орфографии и пунктуации утверждены в 1956 году Академией наук СССР, Министерством высшего образования СССР и Министерством просвещения РСФСР.
Главным принципом современной орфографии русского языка является морфологический принцип: значимая часть слова (корень, приставка, суффикс, окончание) сохраняет единое буквенное написание, хотя при произношении звуки, входящие в эту морфему, могут видоизменяться. Данный принцип соблюдается не всегда, примерами чего служат изменения на стыке приставки и корня («пред» + «история» = «предыстория», «без» + «кровный» = «бескровный»).
В качестве азбуки используется русский алфавит, основанный на кириллице.

## История
Первоначально в языке господствовали индивидуальные написания. Одним из самых ранних трудов по теории орфографии является труд В. К. Тредиаковского, вышедший в 1748 году, где сформулированы принципы построения алфавита и орфографии, которым хорошо соответствует даже современный русский алфавит. М. В. Ломоносов в «Российской грамматике», вышедшей в 1755 году, получившей широкое распространение и долгие годы использовавшейся для обучения русскому языку, опубликовал правила правописания и такие основополагающие принципы, как удобство чтения для каждого, близость к трём основным российским диалектам, близость к морфологии и к произношению:12—15. Первый академический словарь русского языка был издан в 1784—1794 годах.
Довольно полный обзор правил правописания в их исторической перспективе был осуществлён Я. К. Гротом в 1873 году. Главным принципом он считал морфологический в сочетании, до некоторой степени, с фонетическими письменными формами. Впоследствии на главенство морфологического принципа (в отличие от фонетического) в русском правописании указывали А. Н. Гвоздев, А. И. Томсон, М. Н. Петерсон, Д. Н. Ушаков:17—30.
В 1904 году при Академии наук была создана специальная комиссия по правописанию. Её подкомиссия, в которую вошли такие известные учёные, как А. А. Шахматов, Ф. Ф. Фортунатов, И. А. Бодуэн де Куртенэ, А. И. Соболевский, занялась подготовкой реформы правописания. Окончательный проект реформы был готов к 1912 году, реализованы предложенные изменения были через шесть лет, при Реформе русской орфографии 1918 года:262—263. До 1918 года русский алфавит насчитывал больше букв, чем теперь. В результате реформы 1918 года были убраны буквы ять, фита, ижица, и десятеричное, ъ в окончаниях слов.
В 1956 году были приняты Правила русской орфографии и пунктуации, изменившие написание некоторых слов и регламентировавшие употребление буквы ё. В последующее время под руководством В. В. Лопатина выдвигались некоторые изменения правил, частично отражённые в орфографическом словаре под его редакцией, где «подготовленный текст правил русского правописания не только отражает нормы, зафиксированные в Правилах 1956 года, но и во многих случаях дополняет и уточняет их с учётом современной практики письма».

## Трудности
Люди, как живущие в России, так и не являющиеся носителями русского языка, при его изучении могут столкнуться с рядом трудностей, в частности:
- различение частиц не и ни (особенно в словосочетаниях типа кто (бы) ни, как (бы) ни);
- написание н и нн;
- слитное или через дефис написание сложных прилагательных («образованные из сочетаний слов, по своему значению подчинённых одно другому», должны писаться слитно, но: военно-исторический, химико-технологический; «образованные из двух или более основ, обозначающих равноправные понятия», должны писаться через дефис, но: бронхолёгочный, лакокрасочный);
- слитное или раздельное написание наречий, предлогов, союзов, сочетаний вида: предлог + существительное (прилагательное, местоимение) (наотмашь, но на ощупь; вследствие, но в течение);
- слитное написание наречий, союзов, частиц при раздельном написании сочетаний вида: предлог + существительное (местоимение) или местоимение (наречие, союз) + частица (ввиду и в виду, причём и при чём, также и так же);
- слитное или раздельное написание не (не хватает, но недостаёт (чего-то); нездоров или (когда есть или предполагается противопоставление) не здоров, но только не готов, не нужен).

## Критика
Орфография русского языка неоднократно критиковалась различными писателями и учёными. Ряд мнений собрал Я. К. Грот в книге «Спорные вопросы русского правописания от Петра Великого доныне» (1873). Сам Грот отстаивал букву ять, считая её важной для различения слов, несмотря на то, что в столичных диалектах устного русского языка такие слова не различались. Изменения нормы письма, которые предлагались в этой книге, были весьма умеренными, не затрагивающими часто используемых случаев с уже устоявшимися написаниями. Однако для сравнительно редких слов (например, «ветчина», «свадьба», «каракатица») отмечалось нарушение морфологического характера их написания (вместо «вядчина», «сватьба», «корокатица»).
Изменения в правилах орфографии и пунктуации обсуждались в 90-х годах, но приняты не были. В 2021 году Министерство просвещения России подготовило проект обновления правил русской орфографии, принятых в 1956 году. Поскольку прошло 65 лет с их последнего издания, они нуждаются в пересмотре, дополнении и изменении. Ведётся работа над полным академическим описанием правил русской орфографии и пунктуации, которое предполагается выпустить в электронном виде.